# Pajkiszki
Pajkiszki (lit. Paikiškiai) – wieś na Litwie, na Suwalszczyźnie, w rejonie mariampolskim w okręgu mariampolskim. W pobliżu wsi przebiega trasa europejska E67.
Za Królestwa Polskiego przynależała administracyjnie do gminy Szumsk w powiecie mariampolskim.